# Patricia Guijarro
Patricia Guijarro Gutiérrez (Palma de Mallorca, 1998. május 17. –) spanyol női válogatott labdarúgó. A Barcelona középpályása.

## Pályafutása

### A válogatottban
Tagja volt a spanyol korosztályos válogatottak sikerkorszakának. Az U17-esekkel és az U20-asokkal világbajnoki második helyezést ért el, emellett a 17 és a 19 éven aluliakkal egy-egy Európa-bajnoki arany- és ezüstérmet is szerzett.
Debütáló mérkőzésén Izland ellen gól nélküli döntetlen született 2017. március 6-án. A találkozó az Algarve-kupa keretein belül zajlott és a csoportelsőséget követően a Kanada elleni döntőben is pályára léphetett. A spanyol győzelemmel végződött torna Guijarro és a spanyol válogatott első nemzetközi sikere lett.

## Sikerei

### Klubcsapatokban
Spanyol bajnok (5):
- Barcelona (5): 2019–20, 2020–21, 2021–22, 2022–23, 2023–24

 Spanyol kupagyőztes (6):
- Barcelona (5): 2017, 2018, 2020, 2021, 2022, 2024

 Spanyol szuperkupa-győztes (4):
- Barcelona (2): 2020, 2022, 2023, 2024

 Copa Catalunya győztes (5):
- Barcelona (5): 2015, 2016, 2017, 2018, 2019

Bajnokok Ligája győztes (3):
- Barcelona (3): 2020–21, 2022–23, 2023–24

Bajnokok Ligája döntős (2):
- Barcelona (2): 2018–19, 2021–22

### A válogatottban
Spanyolország
- Nemzetek ligája aranyérmes (1): 2023–24
- U20-as világbajnoki ezüstérmes (1): 2018
- U19-es Európa-bajnoki aranyérmes (1): 2017
- U19-es Európa-bajnoki ezüstérmes (1): 2014
- U17-es világbajnoki ezüstérmes (1): 2014
- U17-es Európa-bajnoki aranyérmes (1): 2015
- U17-es Európa-bajnoki ezüstérmes (1): 2014
- Algarve-kupa győztes: 2017
- Ciprus-kupa győztes: 2018
- SheBelieves-kupa ezüstérmes (1): 2020[4]
- Arnold Clark-kupa ezüstérmes (1): 2022[5]